# Horia Sima
Horia Sima (n. 3 iulie 1906, Mândra, comitatul Făgăraș – d. 25 mai 1993, MadridA) a fost un politician fascist român, al doilea și ultimul comandant al Gărzii de Fier, cunoscută și sub denumirea de Legiunea Arhanghelul Mihail sau Mișcarea Legionară. Sima a fost ministru în guvernul Ion Gigurtu (4 zile) și vicepreședinte al consiliului de miniștri în guvernul național-legionar prezidat de Ion Antonescu. În zilele 21-23 ianuarie 1941, Horia Sima a declanșat și a condus Rebeliunea legionară împotriva Conducătorului Ion Antonescu și a armatei române, pentru care a fost condamnat în contumacie la moarte (14 noiembrie 1941). În același timp cu rebeliunea, în fruntea legionarior, Sima a inițiat și condus cel mai mare și cel mai violent pogrom împotriva evreilor din istoria Munteniei, Pogromul de la București. În urma rebeliunii, Sima a reușit să fugă în Germania, iar mai târziu în Spania, unde a trăit până la moartea sa.

## Biografie
Horia Sima s-a născut în data de 3 iulie 1906 în satul Mândra, din comitatul Făgăraș, Austro-Ungaria (astăzi în județul Brașov, România), de unde proveneau și părinții săi.

### Studii
În 1926 s-a numărat printre cei 19 absolvenți ai liceului „Radu Negru” din Făgăraș, ca șef de promoție. După absolvirea Facultății de Litere și Filosofie din București (1926-1932), a fost numit (în 1932) profesor de limba română la liceul din Caransebeș.

### Activitatea politică
Ca student, Sima s-a înrolat în Mișcarea Legionară în octombrie 1927, în cuibul condus de Andrei Ionescu, unde a desfășurat o activitate intensă.
În octombrie 1935, Corneliu Zelea Codreanu împarte România în „Regiuni Legionare”, numindu-l pe Sima „Șef al Regiunii a IX-a - Banat”. După instaurarea dictaturii carliste și arestarea lui Codreanu în primăvara anului 1938, din inițiativa mai multor fruntași legionari se constituie un grup de organizare și coordonare a activității, din care au făcut parte Ion Belgea, Radu Mironovici, Iordache Nicoară, Horia Sima și Ion Antoniu.
La 16 iunie 1938 are loc reorganizarea Comandamentului de Conducere a Mișcării Legionare, iar Sima este însărcinat cu refacerea organizațiilor legionare intrate în clandestinitate și adăpostirea camarazilor scăpați de arestare, urmăriți de agenții Serviciului Secret de Informații al lui Moruzov.

### Asasinate
În noaptea de 29/30 noiembrie 1938, jandarmii care îi transportau spre închisoarea Jilava pe deținuții Zelea Codreanu, condamnat pentru ultraj adus unui demnitar în exercițiul funcțiunii, și pe alți 13 legionari condamnați pentru crimă („Nicadorii”, care l-au asasinat pe fostul prim-ministrul Ion Gheorghe Duca și „Decemvirii”, care l-au asasinat și i-au batjocorit cadavrul ziaristului legionar anti-codrenist Mihai Stelescu) îi asasinează, prin strangulare, în pădurea Tâncăbești, din apropierea Bucureștiului, pretextând o încercare de evadare, dar motivul real a fost un ordin al regelui Carol al II-lea.
Horia Sima și numeroși alți legionari se refugiază în Germania unde organizează Comandamentului Legionar din Berlin, avându-i ca membri pe Ion Dumitrescu-Borșa, Ion Victor Vojen, Victor Silaghi, Horia Sima, Alexandru Constant și Constantin Papanace. Sima primește resortul legăturilor cu România.
Pe 15 august 1939, Sima revine în România, unde reia legătura cu organizațiile legionare.
La 21 septembrie 1939, premierul Armand Călinescu este asasinat în București de un grup de legionari condus de avocatul Miti Dumitrescu. La ordinul regelui Carol al II-lea, autoritățile i-au arestat pe asasini, i-au executat pe loc, și în același loc, unde fusese declanșat asasinatul, cadavrele asasinilor au fost scoase în stradă pentru câteva zile, lângă o pancartă pe care scria: „Aceasta va fi de azi înainte soarta asasinilor trădători de țară.” Erau aduși elevi, însoțiți de profesori, ca să vadă macabra scenă.
În noaptea de 21/22 septembrie, regele Carol al II-lea a format un guvern nou, condus de generalul Gheorghe Argeșeanu, care a ordonat represalii împotriva Mișcării Legionare. În acea noapte au fost omorâți în toată România peste cinci sute de legionari. Cadavrele au fost expuse în centrele orașelor timp de trei zile și elevii de liceu au fost aduși, cu profesorii, să le vadă. Nici presa și nici liderii partidelor politice istorice nu au protestat față de respectivele măsuri de represiune brutală.

### Reîntoarcerea în România
La 26 octombrie 1939, Sima fuge iar în Germania. În ianuarie 1940, preia conducerea grupului legionar din Berlin împreună cu Constantin Papanace. La 5 mai 1940, Sima ajunge din nou în România trecând clandestin frontiera cu Iugoslavia, însoțit de un grup de legionari. Arestat la 19 mai în satul Lățunaș unde se ascunsese, este trimis sub pază la București. La 14 iunie 1940, după numeroase anchete în prezența comandantului jandarmeriei, generalului Bengliu, a ministrului de interne Mihail Ghelmegeanu și a lui Nicki Ștefănescu, adjunctul lui Mihail Moruzov, șeful SiguranțeiB, în mod surprinzător, Sima este eliberat. Această apariție paradoxală a lui Sima în România, unde urma să fie pus sub urmărire penală, necesită o explicație. După istoricul Cristian Troncotă, specialist în istoria serviciilor secrete, Sima era informator al lui Mihail Moruzov, plătit cu 200 000 de lei lunar (cam 70 de salarii medii), iar potrivit ziaristului, totodată istoric, Mihai Pelin, revenirea se datorase faptului că serviciul de informații al armatei germane, Abwehr, condus de Wilhelm Canaris, îl etichetase spion și îi luase urma, încât rămânerea în Germania devenise periculoasă pentru Sima. Moruzov, șeful serviciului secret de la București, îl ia sub protecție și îi mijlocește împăcarea cu regele Carol al II-lea.
Neștiind încotro va bate vântul, Sima a acceptat să facă parte din guvernul lui Ion Gigurtu, gest considerat de mulți colegionari drept act de trădare, ceea ce l-a determinat pe Sima să demisioneze din guvern după patru zileC.
La 6 septembrie 1940 are loc întrunirea „Forului Legionar”, la care Corneliu Georgescu (cofondator al Mișcării Legionare), îi încredințează lui Sima în mod solemn conducerea Legiunii.

### „Revoluția legionară”
La începutul lui septembrie 1940, Mihail Moruzov plecase la Veneția, la o reuniune cu amiralul Canaris, șeful Abwehrului, și cu generalul Giacomo Carboni, șeful SIM, (serviciul italian de informații), reuniune desfășurată într-o salon izolat al celebrului Hotel Danieli. La București are loc o manifestație - organizată de „partidele istorice” și acaparată de agitatorii legionari -, contra amputărilor teritoriale impuse de Dictatul de la Viena (30 august 1940). Panicat, Carol al II-lea apelează la sfatul noului colaborator, Horia Sima, care-i propune să-i încredințeze formarea guvernului generalului dizgrațiat Ion Antonescu. Așa începe organizarea loviturii de stat care a dus la răsturnarea dictaturii carliste, așa-numita „revoluție legionară”, din 3-6 septembrie 1940 și forțarea abdicării și exilării regelui Carol al II-lea.
Propunerea lui Sima se baza pe tratativele secrete duse cu Ion Antonescu în timp ce se afla cu domiciliu forțat, prin intermediul avocatului său (Mihai Antonescu), prin care generalul se obliga să se înroleze, public și oficial, în organizația legionarilor. Declarându-se adept al „căpitanului” (Corneliu Zelea Codreanu), ca prim-ministru al statului național-legionar, la 6 octombrie 1940, îmbrăcat cu cămașă verde și diagonală (uniforma legionară) și salutând cu salutul fascist, Antonescu a depus jurământul legionar ca membru al Mișcării Legionare.
La revenirea de la Veneția, Moruzov a fost arestat pe peronul Gării de Nord de o echipă mixtă, de ofițeri ai armatei și de legionari, și dus împreună cu adjunctul său, Nicki Ștefănescu, la penitenciarul Jilava, unde aveau să fie asasinați, împreună cu alți 62 de generali, miniștri și fruntași politici, de un comando de legionari[B]. Asasinarea lui Moruzov și a adjunctului său, Nicki Ștefănescu, la 27 noiembrie 1940, a avut ca scop ștergerea urmelor, atât ale lui Sima cât și ale lui Antonescu, despre care  Moruzov deținea un dosar compromițător.

## Statul Național-Legionar

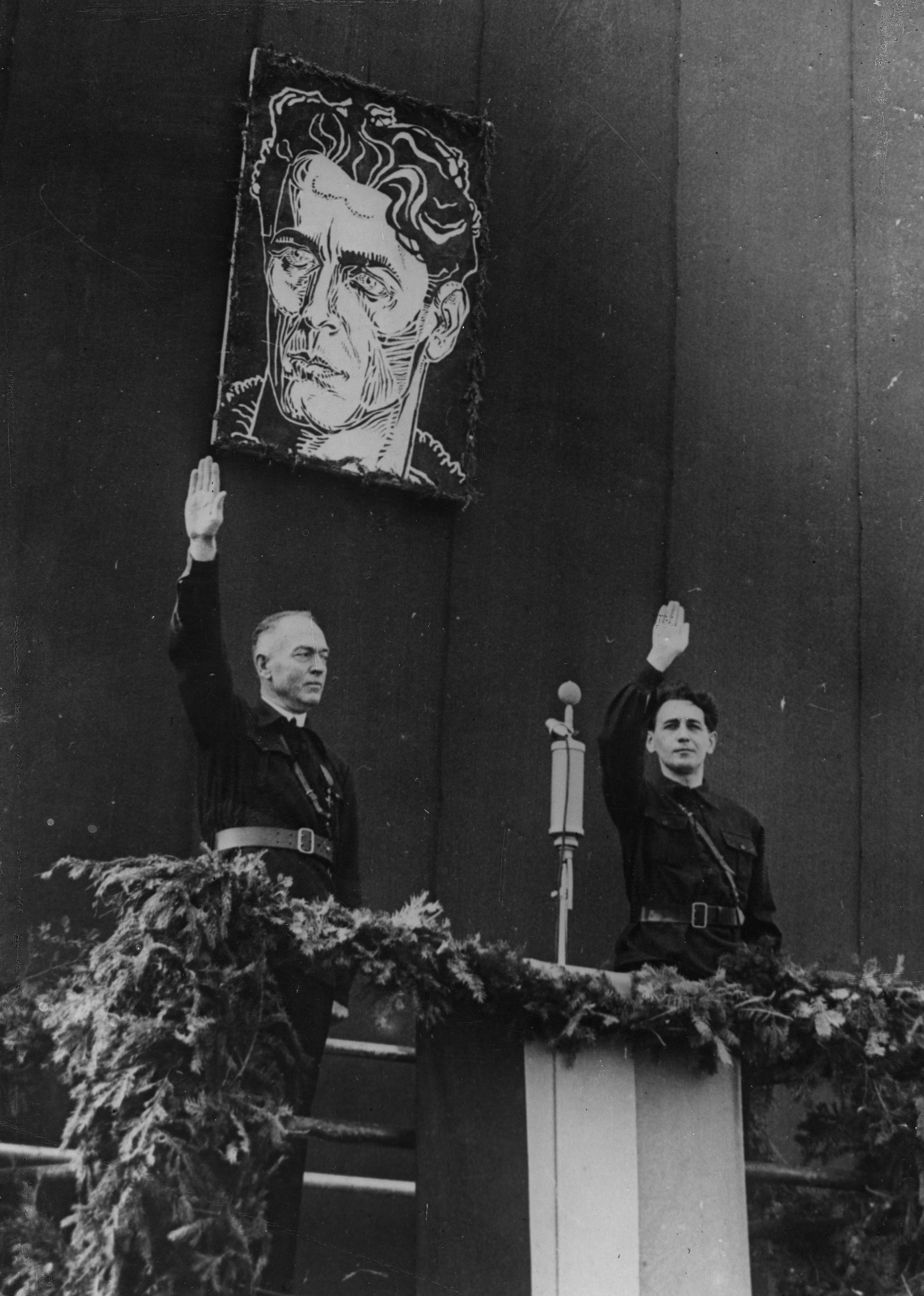
Horia Sima și Ion Antonescu în uniforme legionare, salută cu salutul fascist, sub portretul lui Corneliu Zelea Codreanu, la o manifestație a Gărzii de Fier, 6 octombrie 1940

La 14 septembrie 1940, statul român a fost proclamat Stat Național-Legionar Român. Horia Sima a fost numit vicepreședinte al consiliului de miniștri. Tot el a organizat în această perioadă și Poliția Legionară.
Pretențiile legionarilor vizând cumulul de putere în guvern au fost în creștere, dar respinse constant de Antonescu. Pentru ca România să poată fi atrasă intr-un conflict armat de partea Axei, Mișcarea Legionară a fost presată de Berlin să accepte în fruntea statului un militar dispus să colaboreze și să fie totodată bine primit de populație, mai ales de armată. Așa a ajuns Antonescu la guvernare. Acesta, de unul singur, nu putea să ajungă șeful statului - nu fusese fruntaș politic și nici nu avea o formatiune politică proprie (în timpul așa-zisei „revoluții legionare”, Antonescu se afla cu domiciliu forțat la mânăstirea Bistrița).
Mișcarea Legionară a colaborat intens cu regimul nazist din Germania, însă, din motive strategice, Berlinul l-a preferat la conducere pe Antonescu, folosindu-se în același timp de Mișcarea Legionară ca amenințare, pentru a preîntâmpina o atitudine eventual neloială a lui Antonescu.
Legionarii s-au văzut siliți să-i lase lui Antonescu ministerele ce reprezentau armata, justiția, finanțele și serviciile secrete (la conducerea acestora din urmă se afla un adversar al legionarilor, Eugen Cristescu).
În timpul coguvernării legionare de patru luni, corupția a devenit oficială, legea facultativă, iar drepturile omului, precum și siguranța persoanei, a libertății de exprimare, a exercitării profesiei și a proprietatății au fost lăsate la bunul plac al forțelor paramilitare legionare (vezi Poliția legionară).
Deși România își avea teritoriul ciuntit și în țară existau un milion și jumătate de refugiați, cărora trebuia să li se asigure cele necesare traiului, iar la începutul lunii noiembrie se produsese un cutremur de pământ devastator, economia a prosperat într-un anumit fel: în numai trei luni, bugetul deficitar a devenit excedentar prin jefuirea sistematică a averilor evreiești. Multe miliarde de lei–aur au intrat atât în vistieria țării, cât și în buzunare legionare. Din surse legionare disputabile se arăta că „se măresc salariile muncitorilor, iar producția agricolă și cea industrială cresc cu peste 30%”. În realitate o astfel de creștere - în numai trei luni – nu era plauzibilă la o agricultură și o industrie mult înapoiate față de nivelul european al timpului).

#### Situația evreilor înStatul Național-Legionar
Legionarii susțineau că au limitat legile antievreiești impuse de guvernul Goga. În realitate, grupuri de legionari au atacat, devastat și distrus cartiere evreiești (Dudești-Văcărești la București, Podul Roșu la Iași, etc.), au devastat și incendiat sinagogi, au încarcerat, torturat și ucis evrei nevinovați în sedii ale mișcării etc.. Comunitatea evreiască a apelat la ajutorul casei regale. Regina Elena și o bună parte a populației au făcut tot posibilul pentru a ajuta și a salva ce se putea salva. Eliminați din teatre, școli, licee, universități, laboratoare, spitale, redacții de ziare și alte locuri de muncă și de creație, în pofida atmosferei de teroare antisemită instituționalizată, evreii și-au creat propriile instituții și locuri de muncă, de studii și de exprimare: școli, licee, instituții de ajutor reciproc, «Teatrul Barașeum». etc. Între octombrie și decembrie 1940 au emigrat spre Palestina peste trei mii de evrei, dintre care numai puțini au ajuns la destinație (vezi scufundarea navelor Struma și Mefkure, supraîncărcate cu emigranți evrei).
Antonescu i-a întrebat pe miniștrii numiți de legiune: Dumneavoastră credeți că se pot înlocui imediat toți jidanii? Răspunsul l-a dat el însuși: Problemele de stat se rezolvă pe rând. Întocmai ca în jocul de șah.

## Rebeliunea legionară

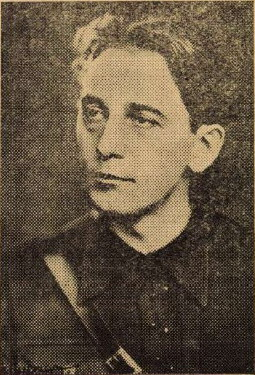
Horia Sima în 1941

La începutul lui ianuarie 1941, Antonescu a înțeles că a venit timpul să acționeze deoarece legionarii acționau contra intereselor naționalismului român, respectiv pentru eliminarea lui Antonescu de la putere. La 14 ianuarie, generalul a avut o întrevedere în Germania cu Hitler, care a insinuat că trebuie să fie înlăturați fanaticii care nu înțeleg că revoluția s-a terminat și l-a asigurat de sprijinul Berlinului pentru luarea de măsuri împotriva legionarilor.
Legionarii, la rândul lor, au pregătit terenul. Cu 20 de zile înainte de rebeliune, ziarele legionare (existau numai ziare legionare, toate celelalte fiind desființate) au declanșat o propagandă intensă împotriva evreilor, masonilor și a „uneltelor” lor. Prin sintagma „uneltele lor”, legionarii se refereau la Antonescu și oamenii loiali lui.
La 18 ianuarie, generalul a desființat posturile de „comisari de românizare” de pe lângă întreprinderile comerciale și industriale. Legionarii au văzut în aceasta un atac direct și au cerut demisia lui Antonescu și crearea unui guvern legionar condus de Horia Sima.
Un incident a fost folosit ca pretext de ambele părți, Antonescu și Legiune: un agent britanic de origine greacă l-a împușcat mortal la București pe maiorul german de aviație Döhring. La 20 ianuarie, Antonescu l-a demis pe Ministrul de Interne, generalul Petrovicescu, omul de încredere al Legiunii, pentru incapacitatea de a fi asigurat protecția maiorului german. Au mai fost destituiți și Alexandru Ghica, directorul general al polițiilor și Constantin Maimucă, director în Ministerul de Interne. Legionarii au respins aceste destituiri și s-au înarmat masiv.
La 21 ianuarie 1941, Garda de Fier s-a răsculat (acțiunea fiind cunoscută ca Rebeliunea legionară și Pogromul de la București), încercând să preia puterea printr-o lovitură de stat.
Grupuri de legionari s-au baricadat înarmați în localul Siguranței, în sediul prefecturii poliției capitalei, în sediul lor central din strada Roma și în cazarma gardienilor publici. În seara zilei de 21 ianuarie rebeliunea legionară era generalizată în toată țara. Când soldații au încercat să preia controlul acestor clădiri, legionarii au deschis focul. Antonescu a trecut la o așa-zisă „defensivă activă”, aducând în București unități militare. Armata a trecut la ofensivă în seara zilei de 22 ianuarie, atacând cu tunuri baricadele legionarilor. În câteva ore, armata a învins peste tot. A doua zi armata i-a atacat pe legionarii baricadați în diverse clădiri. În aceste lupte au căzut 30 de soldați și au fost răniți câteva sute, dar armata a cucerit clădirile și legionari rămași în viață s-au grăbit să părăsească Bucureștiul, căutând adăpost în străinătate.

### Pogromul de la București

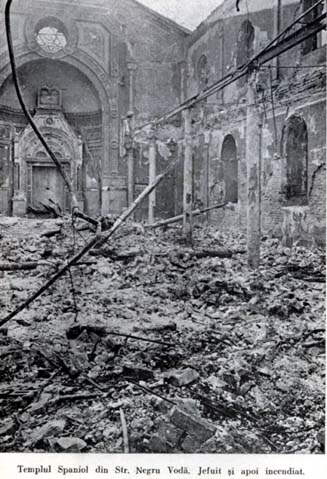
Templul evreilor spanioli din București, 21 ianuarie 1941

Ministrul legionar Iașinschi a ordonat incendierea cartierelor evreiești (când un fruntaș legionar a încercat să anuleze ordinul, ca să nu producă un incendiu general al orașului, Iasinschi i-a ripostat: „este prea târziu, incendiatorii au ieșit la drum”). În timpul incendiului, legionarii au început jaful cartierelor, instituțiilor de cultură și sinagogilor. Propaganda legionară relata cititorilor că evreii s-ar fi revoltat și că armata ar fi primit ordine de la „jidoviți”. Printre cei care i-au atacat pe evrei, împreună cu ceilalți legionarii, au fost jandarmi legionari, personalul perfecturii de poliție din București, organizațiile de muncitori legionari și organizația studențească legionară.

Templele și sinagogile evreiești au fost vandalizate și incendiate, unele vechi de secole. La Templul Coral și la sinagoga Bet Midraș, legionarii au ajuns în timpul rugăciunii de seară. Au oprit rugăciunea, i-au luat pe evrei și i-au torturat, apoi i-au asasinat în pădurea Jilava. Legionarii s-au întors la templul Coral cu un camion și au început să încarce mobile. Au spart casa de fier și au furat conținutul, apoi au incendiat lăcașul. Sinagoga de pe strada Atena și sinagoga Bet El au fost distruse cu topoare, ciocane și răngi de fier. O ceată de legionari au transformat sinagoga Cizmarilor într-un centru de tortură. La Sinagoga Mare au lucrat două echipe; prima echipă a intrat cu revolvere, au jefuit enoriașii evrei prezenți și i-au bătut până a venit a doua echipă care i-a schimbat pe schingiuitori. La Sinagoga Mare lucra o servitoare creștină, Lucreția Canjia, care s-a rugat în lacrimi de vandali să nu dea foc, le-a amintit că nu așa se poartă creștinii credincioși și până la urmă ei au renunțat la incendiere. La Sinagoga Mică, Cahal Cico, vecinii s-au temut că focul s-ar fi putut extinde asupra caselor lor. Vandalii au distrus-o, dar nu au incendiat-o. La 21 ianuarie un grup de legionari condus de preotul Brigadeu s-a baricadat în cea mai frumoasă sinagogă din România, sinagoga Cahal Grande, și a așteptat armata, care nu a venit. Legionarii au jefuit și devastat templul în care erau opere de artă evreiască dintre cele mai frumoase din Europa. Cărțile de religie, biblioteca antică și sulurile de Tora au fost adunate în centrul templului și li s-a dat foc. 

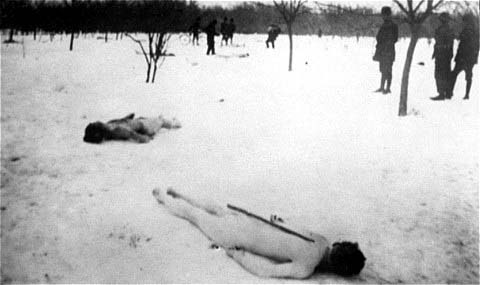
Cadavre de evrei uciși de legionari în pădurea Jilava

Mai târziu, în seara zilei de 22 ianuarie, legionarii au adus o cisternă de benzină cu care au dat foc clădirii. Ei au oprit pompierii, nepermițându-le să stingă focul. Anchetatorul militar Vlădescu a povestit ce a văzut cu ochii lui: „Templul ardea ca o torță imensă în centrul capitalei și de jur împrejur dansau legionarii un dans diabolic cântând imnul lor și împingeau în foc cu picioarele cizmuite trei evreice nenorocite, dezbrăcate complet, care urlau de durere”.
90 de evrei, dintre cei torturați în centrele legionare de tortură, au fost încărcați în camioane, duși în pădurea Jilava, dezbrăcați și împușcați în cap. A doua zi, unii legionari s-au întors la fața locului pentru a aduna îmbrăcămintea celor uciși și lucrările dentare de aur.

## Sfârșitul Mișcării Legionare
Antonescu a scos Garda de Fier în afara legii și a dispus judecarea și întemnițarea liderilor legionari care nu reușiseră să se refugieze în străinătate. Horia Sima a fost condamnat la moarte în contumacieD.
Potrivit versiunii legionare a istoriei evenimentului, rebeliunea legionară a fost calificată drept „lovitură de stat a lui Ion Antonescu împotriva Legiunii”.
Rolul jucat de Sima a fost departe de visurile și de ideologia „Căpitanului” (Corneliu Zelea Codreanu), conform doleanțelor unor foști colaboratori și ale tatălui lui Zelea Codreanu, care a încercat să creeze o nouă Mișcare Legionară. Ei vedeau în Sima un epigon de ligă inferioară, din cauza căruia Mișcarea Legionară a sucombat odată cu moartea „Căpitanului”.
După înlăturarea la 23 august 1944 a regimului antonescian, potrivit surselor legionare, Sima a fost chemat de Hitler să organizeze rezistența românească contra înaintării sovietice spre vest. I s-au acordat fonduri de întreținere (care au fost distribuite fraudulos), i s-a dat acces liber la postul «Radio Donau», l-au susținut pentru crearea unei „Armate Naționale de Eliberare”, formată din legionari, și l-au plimbat prin diverse cantonamente de internați și de prizonieri, ca să facă recrutările de rigoare. Sima a organizat la Viena un simulacru de guvern în exil și o „armată națională”, compusă (tot potrivit unor surse legionare) din 12.000 de voluntari, respectiv, două regimente, dintre care unul rămas „în formare”, compuse din militari români trimiși în Germania pentru specializare și internați în lagăre de prizonieri după 23 august 1944, prizonieri din luptele ulterioare și legionari.

### 1945-1993
În 1945, cu înaintarea frontului spre Viena, Sima se ascunde la Alt-Aussee, în munții Tirolului, cu acte false, pe numele de Josef Weber. Apoi se refugiază în Italia, Franța și Spania, unde se stabilește. Regimul fascist al generalului Franco îi  oferă statutul de refugiat politic și posibilitatea de a preda un curs la universitatea din Barcelona. A murit în 1993, potrivit unora la Madrid, potrivit altora la Untermeitingen, lângă Augsburg, în BavariaA, și a fost înmormântat lângă soția sa, Elvira Sima, aproape de Barcelona.

## Publicistică
- en Europe at the crossroads: war or capitulation?, editura "Vestitorii", München, 1955
- en The Rumanian situation after 19 years of Communist slavery and policies of the western powers, 1944-1963. A declaration by the Rumanian Legionary Movement, Rio de Janeiro, 1963
- en Hunger In Romania, 1964;
- Articole politice, 1950-1963, 1967
- en XL anniversary of the foundation of the Rumanian legionary movement, 1927-1967. Declarations of the legionary movement concerning the fate of the free world and the tragedy of the Rumanian people,1968
- Ce este comunismul? Madrid, editura Dacia, 1972
- fr Histoire du Mouvement Légionnaire, Rio de Janeiro, 1972. (The History of the Legionary Movement, Legionary Press, 1995)
- en An interview with Horia Sima, Commander-in-chief, Legion of the Achangel Michael, Thule of Palermo, 1977
- en The Truth About The Legionary Movement ()
- en The Natural World Order